# Coltrino

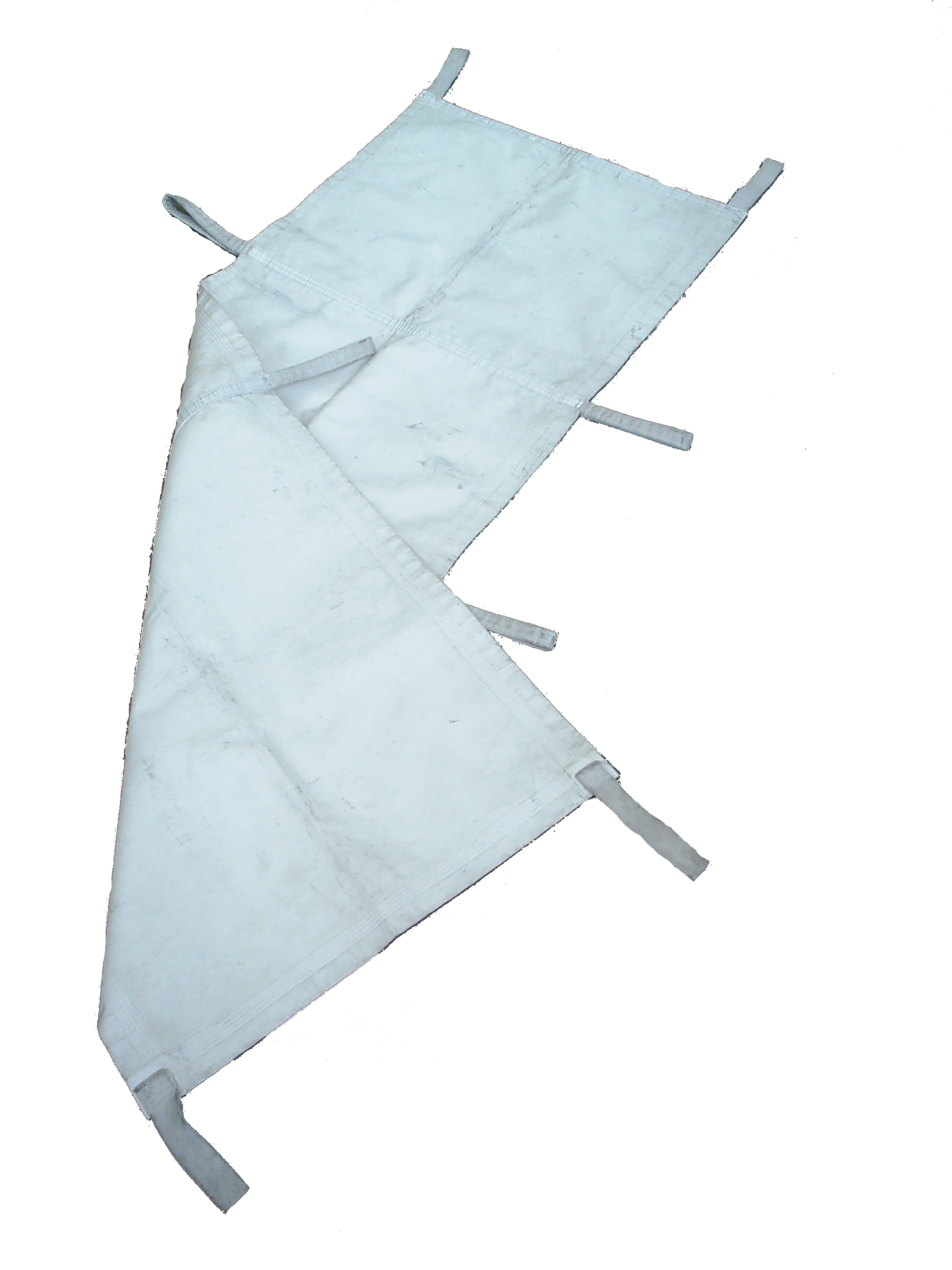
Un telo da soccorso

Il coltrino o telo rientra nella categoria dei presidi medicali e viene utilizzato per il trasporto extra-ospedaliero dei pazienti non traumatizzati.
È un telo di nylon o di tessuto simil-cotone, particolarmente robusto, a cui sono cucite sei o otto maniglie, utilizzate dai soccorritori per trasportare il paziente. Grazie alla sua flessibilità d'uso è molto indicato per operare lungo percorsi particolarmente disagevoli o angusti, o quando il tono muscolare del paziente sia così debole da impedire l'uso della sedia cardiologica.
Non garantendo l'immobilità del paziente non può essere utilizzato per il trasporto di pazienti traumatizzati, caso in cui verrà invece utilizzata la tavola spinale.